# Drosophila eohydei
Drosophila eohydei är en tvåvingeart som beskrevs av Wasserman 1962. Drosophila eohydei ingår i släktet Drosophila och familjen daggflugor.
Artens utbredningsområde sträcker sig från Honduras till Colombia.